# ORP Kontradmirał Xawery Czernicki

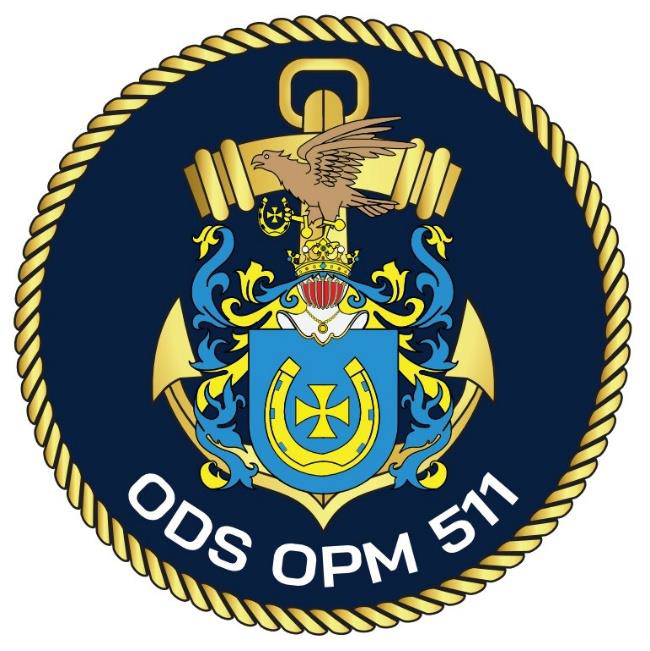
Godło okrętowe ORP „Kontradmirał Xawery Czernicki”

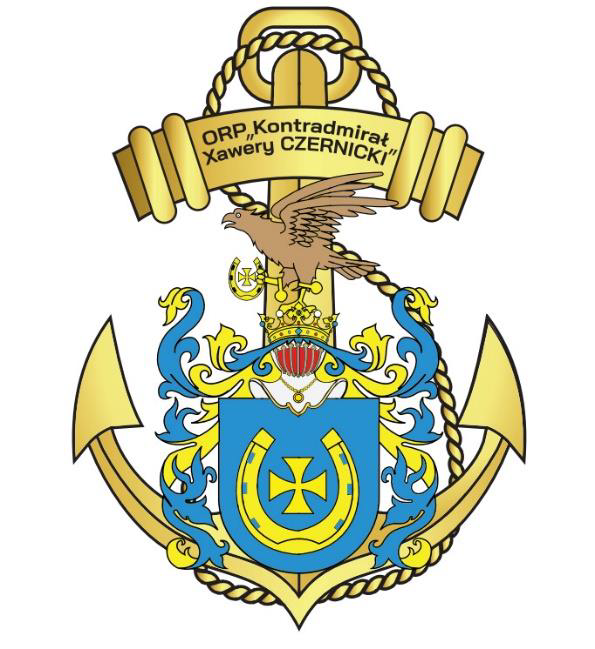
Odznaka pamiątkowa ORP „Kontradmirał Xawery Czernicki”

ORP Kontradmirał Xawery Czernicki – polski okręt wsparcia logistycznego, po przebudowie w roku 2009 – okręt dowodzenia siłami obrony przeciwminowej. Został zbudowany w Polsce, przez Remontowa Shipbuilding S.A. (do 2011 roku nazywała się Stocznia Północna S.A.), na bazie kadłuba wykonanego przez Stocznię Północną, jako jedyny okręt swojego typu. Wszedł do służby w 2001 roku.

## Historia
Okręt powstał z przypadku, w celu wykorzystania gotowego kadłuba pływającej stacji demagnetyzacyjnej projektu 130. Okręty projektu 130 (w kodzie NATO: Bereza) zostały zaprojektowane pod koniec lat 70. w biurze konstrukcyjnym Stoczni Północnej w Gdańsku we współpracy z ZSRR z przeznaczeniem dla marynarki ZSRR. W Stoczni Północnej następnie zbudowana została seria 18 jednostek tego typu, z czego 17 sprzedano w latach 1984-1990 ZSRR, a jedną Bułgarii.
Z uwagi na rozpad ZSRR i kłopoty finansowe marynarki rosyjskiej, będąca następcą ZSRR strona rosyjska nie odebrała ostatniego zamówionego okrętu projektu 130, o numerze stoczniowym 130/19, który wodowano 14 czerwca 1991 i wyposażono w 90%. Miał on nosić oznaczenie SR 253 (ros. СР 253). Na skutek umowy między Rosją a Polską, Stocznia Północna stała się następnie właścicielem nieukończonego okrętu jako pokrycie rozliczeń strony rosyjskiej. Przez kolejne lata stocznia próbowała bezskutecznie oferować go do sprzedaży do różnych zastosowań, co było utrudnione z uwagi na specjalistyczne zastosowanie okrętów tego typu i trudność przebudowy do innych celów. Ostatecznie stocznia zaproponowała przekazać go nieodpłatnie polskiej Marynarce Wojennej pod warunkiem powierzenia Stoczni Północnej jego przebudowy. Zdecydowano wówczas przebudować nieukończony okręt na okręt wsparcia logistycznego. W grudniu 1999 roku przystąpiono do opracowywania projektu koncepcyjnego. Umowę o przebudowę podpisano ze Stocznią Północną w marcu 2000.
Projekt roboczy przebudowy opracowano w Biurze Konstrukcyjnym Stoczni Północnej S.A. w Gdańsku, Zakładzie Projektowania Statków Centrum Techniki Okrętowej i w Biurze Konstrukcyjnym Stoczni Remontowej S.A. Okręt otrzymał nowe oznaczenie projektu 890. Z dotychczasowego okrętu projektu 130 pozostawiono głównie większość kadłuba i siłownię. Kadłub zmodyfikowano i nieco przedłużono przez zmianę konstrukcji dziobu i dodanie gruszki dziobowej, co poprawiło własności morskie i zwiększyło pojemność zbiorników. Zdemontowano całość zbędnego w nowym zastosowaniu wyposażenia i zainstalowano nowe, przystosowując jednostkę do transportu zaopatrzenia i żołnierzy, których pomieszczenia znajdują się w części dziobowej. Usunięto około 600 ton konstrukcji i wyposażenia. Dodano m.in. lądowisko dla śmigłowca. Wczesne wersje projektu przewidywały lądowisko na podniesionym dziobie, ostatecznie umieszczono je klasycznie na rufie.
Przebudowa kadłuba została dokonana w doku pływającym Stoczni Remontowej. Mimo że kadłub był już zbudowany w zasadniczej części, jako datę położenia stępki oficjalnie podano 16 sierpnia 2000 roku, będącą datą połączenia nowej sekcji skrajnika dziobowego z resztą kadłuba. Okręt po przebudowie wodowano 16 listopada 2000 roku. Polską banderę podniesiono na nim i nadano nazwę 1 września 2001 roku w Świnoujściu, w obecności Prezydenta RP Aleksandra Kwaśniewskiego.
Okręt otrzymał nazwę ORP „Kontradmirał Xawery Czernicki”, na cześć kontradmirała Xawerego Czernickiego. Matką chrzestną była Ewa Czernicka, bratanica patrona okrętu (zamordowanego w 1940 roku w Katyniu, awansowanego pośmiertnie na stopień wiceadmirała w 2007 roku).
Okręt „Kontradmirał X. Czernicki” przeznaczony jest do pełnienia roli okrętu dowodzenia siłami obrony przeciwminowej w narodowych oraz sojuszniczych zespołach okrętów. Możliwe jest to dzięki znacznemu rozbudowaniu systemów łączności i dowodzenia okrętu podczas przebudowy w Stoczni Marynarki Wojennej w Gdyni. Kosztem pomieszczeń dla żołnierzy desantu stworzono m.in. pomieszczenia dla żołnierzy sztabu sił obrony przeciwminowej. Ponadto okręt podtrzymał zdolność zaopatrywania w morzu okrętów w żywność, paliwo i amunicję (spełniając funkcje okrętu zaopatrzeniowego), prowadzenia drobnych remontów i obsługi okrętów. Może także służyć jako okręt-baza, w tym dla żołnierzy jednostek specjalnych. Podczas przebudowy w 2009 roku dobudowano pomieszczenie z tyłu nadbudówki dziobowej, zmieniono miejsca podstaw pod wyrzutnie pocisków przeciwlotniczych i dodano trzy podstawy dla wielkokalibrowych karabinów maszynowych. Okręt otrzymał wówczas sześć radiostacji, drugi system łączności satelitarnej i większy żuraw na prawej burcie na dziobie. Okręt ma dwa stanowiska dla samochodów ciężarowych na rufie, dostępne przez furty rufowe. Posiada dwa burtowe stanowiska przeładunkowe, służące do przekazywania ładunków o masie do 250 kg na okręty płynące obok w odległości do 60 m, oraz rufowe stanowisko do przekazywania paliwa o wydajności 100 t/h. Może przewieźć 10 standardowych kontenerów 20-stopowych. Na rufie ma lądowisko dla śmigłowca o masie do 10 ton, o wymiarach 20×12 m. W skład wyposażenia wchodzi też armatka wodna do gaszenia pożarów.

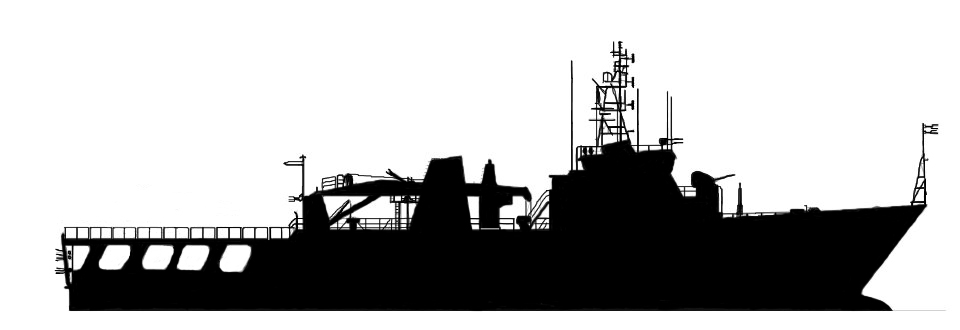
Sylwetka ORP Kontradmirał Xawery Czernicki

## Służba

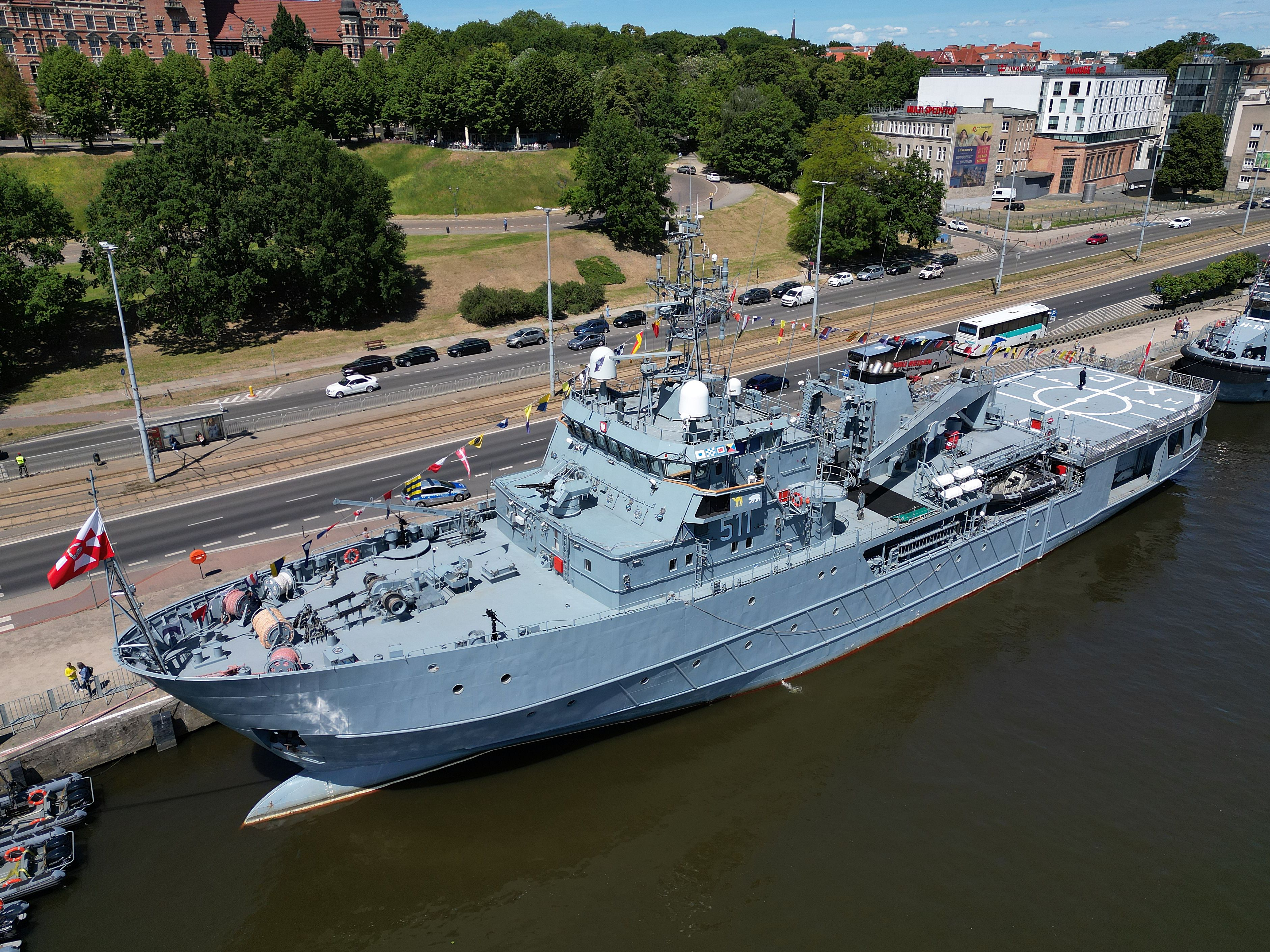
ORP „Kontradmirał Xawery Czernicki” w 2023

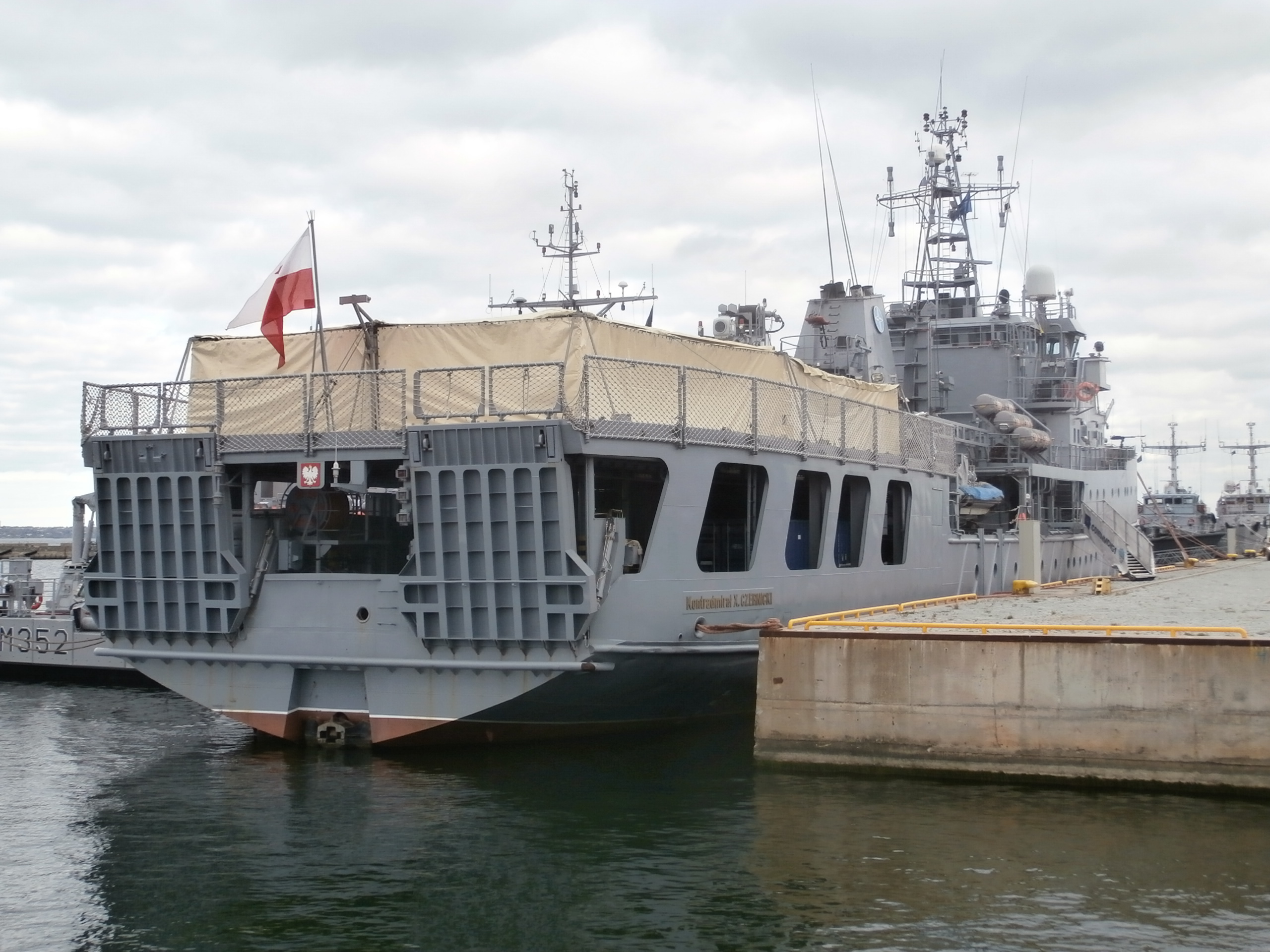
ORP „Kontradmirał Xawery Czernicki” od rufy

Z numerem taktycznym 511, „Czernicki” został wcielony do 2. Dywizjonu Okrętów Transportowo-Minowych 8. Flotylli Obrony Wybrzeża w Świnoujściu. Po podniesieniu bandery, 2 września 2001 roku okręt powrócił jeszcze na dwa miesiące do Gdańska i Gdyni w celu dokończenia wyposażania i prób, po czym przeszedł do Świnoujścia.
10 lipca 2002 roku ORP „Kontradmirał Xawery Czernicki” opuścił Port Wojenny w Świnoujściu i wypłynął w rejon Zatoki Perskiej. Wspólnie z jednostkami kilku innych państw koalicji antyterrorystycznej operował w składzie V Floty Stanów Zjednoczonych. Wykonywał zadania wsparcia, zabezpieczenia i ochrony jednostek uderzeniowych V Floty US Navy oraz okrętów innych bander uczestniczących w operacji Enduring Freedom. Pierwszą, ponad 40-osobową załogą dowodził kpt. mar. Grzegorz Okuljar.
Po wymianie załogi w styczniu 2003 roku dowództwo jednostki objął kmdr ppor. Jacek Rogalski. Okręt wziął udział w inwazji na Irak (operacji Iraqi Freedom), patrolując rejon ujścia Eufratu oraz transportując jednostki komandosów. Po zakończeniu działań okręt 10 września 2003 roku powrócił do kraju. W misji irackiej okręt służył jako baza lub wsparcie dla polskich komandosów jednostki Formoza oraz amerykańskich sił specjalnych US Navy, a także okręt-baza dla mniejszych jednostek patrolowych żeglugę. Brał udział w 34 misjach bojowych i przebył ponad 35 tysięcy mil morskich, a z okrętu operowały także grupy abordażowe amerykańskie i australijskie. Brał także udział w akcjach ratowania rozbitków z irańskiego kutra rybackiego (21 grudnia 2002, uratowano 9 osób) oraz naprawy uszkodzenia i odholowania tonącego kuwejckiego kutra rybackiego „Jomar” (7 lipca 2003). 3 i 4 maja 2003 okręt udzielał pomocy medycznej dwóm irackim marynarzom, którzy doznali urazów.
W 2009 roku okręt został zmodyfikowany w Stoczni Marynarki Wojennej w Gdyni do pełnienia roli okrętu flagowego zespołów ochrony przeciwminowej, m.in. przez przebudowanie pomieszczeń desantu na sztabowe i rozbudowanie systemów łączności i dowodzenia. Dodano trzy podstawy dla wielkokalibrowych karabinów maszynowych 12,7 mm.
Od stycznia do grudnia 2010 roku ORP Kontradmirał Xawery Czernicki pełnił służbę jako okręt dowodzenia Stałego Zespołu Sił Obrony Przeciwminowej NATO (SNMCMG1) i prowadził działania na Morzu Bałtyckim, Północnym, Norweskim, Śródziemnym i Ocenie Atlantyckim. Przez cały 2010 rok z pokładu jednostki Zespołem dowodził polski dowódca i sztab. W tym czasie okręty SNMCMG1 pod polskim dowództwem przeprowadziły 5 operacji bojowych niszczenia materiałów wybuchowych spoczywających na dnie Morza Północnego i Bałtyckiego, podczas których zniszczono 35 różnego rodzaju materiałów wybuchowych o łącznej masie ponad 12 ton. Brały także udział w 7 międzynarodowych ćwiczeniach na morzu.
Od marca do czerwca 2011, jako Polski Kontyngent Wojskowy Czernicki okręt prowadził działania na Morzu Śródziemnym w ramach Operacji Active Endeavour, gdzie pełnił funkcje okrętu dowodzenia sił przeciwminowych grupy SNMCMG-1.
Od stycznia 2013 r. ORP „Kontradmirał X. Czernicki” po raz drugi pełnił służbę jako okręt dowodzenia Grupy 1 Stałego Zespołu Sił Obrony Przeciwminowej NATO (SNMCMG1). Zespołem dowodził kmdr por. Piotr Sikora.
Od 1 stycznia 2017 r. okręt pełnił służbę przez pół roku jako okręt dowodzenia Grupy 2 Stałego Zespołu Sił Obrony Przeciwminowej NATO (SNMCMG2), operującej na Morzu Śródziemnym (jako PKW Czernicki). Zespołem dowodził kmdr por. Aleksander Urbanowicz, a okrętem kmdr ppor. Przemysław Lizik. Uczestniczył w ćwiczeniach organizowanych przez państwa basenu Morza Śródziemnego i Morza Czarnego. Między 4 a 24 marca operował na Morzu Czarnym, ćwicząc z okrętami rumuńskimi, bułgarskimi i ukraińskimi, w tym w manewrach Posejdon 2017. Na przełomie maja i czerwca uczestniczył w manewrach sił przeciwminowych Spanish Minex 17 w rejonie Balearów, a następnie w czerwcu w manewrach marynarki hiszpańskiej Spanish Flotex 17. „Czernicki” odbył podczas swojej tury wizyty w 18 portach w 9 krajach (m.in. 10 stycznia Portsmouth i 9 czerwca Kartagenę). 
W marcu 2019 roku, na mocy podpisanej umowy między Komendą  Portu Wojennego w Świnoujściu a konsorcjum w  składzie: Polskiej Grupy Zbrojeniowej (lider) i gdyńskich spółek: PGZ Stocznią Wojenną oraz Stocznią Remontową „Nauta”, okręt przeszedł remont połączony z modernizacją. Na jednostce poddano cyfryzacji systemy okrętowe, wymieniono ster strumieniowy na efektywniejszy oraz zamontowano nowy system klimatyzacji i wentylacji. Oprócz tego okręt wyposażony został w nowy system monitorowania pracy siłowni. Do służby po remoncie jednostka powróciła w lutym 2021 roku.

## Dane taktyczno-techniczne
- napęd: 2 silniki wysokoprężne Cegielski-Sulzer 8AL25D o mocy łącznej 2935 KM (2160 kW), 2 śruby w stałych dyszach
- autonomiczność: 30 dób dla załogi (14 dób dla żołnierzy)

- załoga: 46 osób (8 oficerów, 11 podoficerów i 27 marynarzy)